# Natsuyaki Miyabi
Natsuyaki Miyabi (夏焼雅 Natsuyaki Miyabi, Hạ Thiêu Nhã) là một trong những ca sĩ hát chính trong nhóm Berryz Koubou của Hello! Project.

## Tiểu sử
Natsuyaki Miyabi đã gia nhập Hello! Project với tư cách là một trong 15 thành viên của Hello! Project Kids. Vào năm 2003, cô ấy là một phần của nhóm Aa!, cùng với Suzuki Airi và Tanaka Reina. Đến năm 2004, là một trong 8 thành viên được chọn để hợp thành Berryz Koubou. Natsuyaki cũng là một trong các ca sĩ hát chính. Hiện tại cô ấy cũng là một phần của nhóm Buono! cùng với Tsugunaga Momoko và Suzuki Airi.
Natsuya là một thành viên của Little Gatas và được gia nhập Gatas Brilhantes H.P. vào năm 2007.

## Photobooks
- [2007.05.31] MIYABI―夏焼雅ファーストソロ (MIYABI - Natsuyaki Miyabi First Solo) Bản mẫu:Amazon.jp

## Công việc

### Đóng phim
- [2002] 仔犬ダンの物語 (Koinu Dan no Monogatari)
- [2004] Promise Land ～クローバーズの大冒険～ (Promise Land ~Clovers no Daibouken~)

### Sân khấu kịch
- [2003] リトル・ホスピタル (Little Hospital)

## Thông tin thêm
- Có một cậu em trai.
- Gần đây, cô ấy được gọi với biệt danh theo món ăn ưa thích của cô ấy là Ice-cream và bánh rán, mùa mà cô ấy thích là mùa Hè và điểm quyến rũ là "đôi tai nhỏ của mình".
- Các nghệ sĩ ưa thích của cô ấy là UNJASH và EXILE.
- Thích sưu tầm những thứ màu hồng và lấp lánh.
- Có em họ là Fujie Reina, thành viên của nhóm nhạc nữ thần tượng AKB48